# Rebévelier
Rebévelier ist eine mehrheitlich deutschsprachige politische Gemeinde im Verwaltungskreis Berner Jura des Kantons Bern in der Schweiz. Trotzdem wird der frühere deutsche Name Ripperschweiler heute nicht mehr verwendet.

## Geographie
Rebévelier liegt auf 960 m ü. M., 14 Kilometer westlich des Orts Moutier (Luftlinie). Das Bauerndorf erstreckt sich auf einem leicht nach Norden geneigten Hang des Kettenjuras westlich der Pichoux-Schlucht, hoch über dem Talbecken von Undervelier.
Die Fläche des 3,5 km² grossen Gemeindegebiets umfasst die Höhe einer Jurakette im äussersten Nordosten der Region der Franches-Montagnes (deutsch Freiberge). Die südliche Grenze verläuft über die Höhe Prés Jean de Souboz, die mit 1075 m ü. M. den höchsten Punkt von Rebévelier bildet. Hier befinden sich ausgedehnte Jurahochweiden mit den typischen mächtigen Fichten, die entweder einzeln oder in Gruppen stehen. In den Nordhang dieser Kette haben zwei Bäche Erosionstäler (darunter Les Effondras) eingegraben. Ganz im Osten reicht das Gebiet bis an den Rand der Pichoux-Schlucht. Von der Gemeindefläche entfielen 1997 1 % auf Siedlungen, 40 % auf Wald und Gehölze und 59 % auf Landwirtschaft.
Zu Rebévelier gehört der Weiler Cerniers de Rebévelier, der auf 1030 m ü. M. auf dem Kamm der Jurakette liegt. Nachbargemeinden von Rebévelier sind Petit-Val im Kanton Bern sowie Lajoux, Saulcy und Undervelier im Kanton Jura.

## Bevölkerung
Mit 34 Einwohnern (Stand 31. Dezember 2023) ist Rebévelier die kleinste Gemeinde des Berner Juras. Die Bevölkerung ist etwa zu gleich grossen Anteilen auf die beiden Weiler Rebévelier und Cerniers de Rebévelier verteilt. Von den Bewohnern sind 66,7 % deutschsprachig und 33,3 % französischsprachig (Stand 2000). Die Bevölkerungszahl von Rebévelier belief sich 1850 auf 112 Einwohner, 1900 noch auf 76 Einwohner. Im Verlauf des 20. Jahrhunderts wurde ein weiterer Rückgang verzeichnet.
| Jahr      | 1850 | 1880 | 1900 | 1930 | 1950 | 1980 | 1990 | 2000 | 2010 | 2020 | 2021 | 2022 | 2023 |
| Einwohner | 112  | 96   | 76   | 58   | 52   | 50   | 43   | 30   | 47   | 41   | 41   | 40   | 34   |

## Politik
Bei den Nationalratswahlen 2023 betrugen die Wähleranteile in Rebévelier (in Klammern die Veränderung im Vergleich zu den Wahlen 2019 in Prozentpunkten): SVP 41,88 % (−5,40), SP 15,42 % (+9,97), Grüne 14,58 % (+6,09), Mitte 11,67 % (+3,33), EVP 11,25 % (+4,20), EDU 2,50 % (−1,03), glp 1,67 % (+1,67), FDP 1,04 % (+1,04), SD 0,00 % (0,00).

## Wirtschaft
Rebévelier lebt noch heute von der Landwirtschaft, wobei die Milchwirtschaft und die Viehzucht überwiegen. Ausserhalb des primären Sektors gibt es keine Arbeitsplätze im Dorf.

## Verkehr
Die Gemeinde liegt weit abseits der grösseren Durchgangsstrassen. Sie kann durch eine Stichstrasse erreicht werden, die von der Kantonsstrasse Bellelay–Lajoux abzweigt. Rebévelier besitzt keine Anbindung an das Netz des öffentlichen Verkehrs. Die nächste Haltestelle des Postautokurses, der von Tavannes via Lajoux nach Les Genevez verkehrt, befindet sich im rund 2,5 km entfernten Fornet-Dessous.

## Geschichte
Seine erste Erwähnung findet das Dorf 1181 unter dem Namen Robervilier. Rebévelier war Teil der Courtine de Bellelay und der Propstei Moutier-Grandval, dadurch gehörte es zum Fürstbistum Basel. Überdies bestand durch die Propstei seit 1486 ein sehr enger Burgrechtsvertrag mit der Stadt Bern. Bereits im 13. und 14. Jahrhundert wird eine adlige Familie erwähnt. Eine Urkunde von 1491 nennt den Abt von Bellelay als Lehensherr sowie einen Ruedi Juillerat als Lehensnehmer. Die Familie Juillerat bestimmte die nächsten 400 Jahre die Geschicke der Ortschaft. Kirchlich gehörte Rebévelier bis zur Reformation 1531 zur Pfarrei Sapran, danach wurde es der Pfarrei Undervelier zugeordnet, während der Weiler Cerniers de Rebévelier zur Pfarrei Saulcy kam. Nachdem die ansässigen Juillerat in die Täler gezogen waren, siedelten sich im 18. Jahrhundert die Amstutz an. Der Fürstbischof von Basel erlaubte, auch aus wirtschaftlichen Gründen, den Mennoniten, welche in ihrer alten Heimat im Berner Oberland verfolgt wurden, das Siedeln auf über 800 Metern. So wurde Rebévelier am Ende des 19. Jahrhunderts von einer mehrheitlich katholisch und französischsprachigen, zu einer mennonitisch und deutschsprachigen Gemeinde. 1797 wurde das Kloster Bellelay von französischen Truppen besetzt und säkularisiert. Infolgedessen annektierte Frankreich das Fürstbistum Basel, und Rebévelier wurde 1798 Teil des Département Mont-Terrible, ab 1800 mit dem Département Haut-Rhin verbunden. Durch den Entscheid des Wiener Kongresses kam der Ort 1815 an den Kanton Bern zum Distrikt Delémont. Als Grenzgemeinde im Bezirk Delémont entschied sich Rebévelier im Juraplebiszit vom 7. September 1975 gegen die Schaffung des Kantons Jura. Rebévelier war damit die einzige Gemeinde, die 1979 aus dem Bezirk Delémont in den Bezirk Moutier übertrat und damit beim Kanton Bern verblieb.